# Simon Fink
Simon Fink (* 13. Dezember 1977 in Fulda) ist ein deutscher Politikwissenschaftler und Professor für „Das politische System der BRD“ an der Georg-August-Universität Göttingen. Seit 2023 ist er Studiendekan der sozialwissenschaftlichen Fakultät der Universität Göttingen.

## Leben
Fink studierte Politikwissenschaft, Rechtswissenschaft und Psychologie an der Universität Konstanz und schloss 2003 mit dem Magisterexamen ab. An der Universität Bamberg promovierte er sich 2007 und habilitierte 2014. Seine Habilitationsschrift handelte von der Diffusion von Privatisierungspolitiken. In Bamberg war er von 2009 bis 2017 als wissenschaftlicher Assistent am Lehrstuhl für Vergleichende Politikwissenschaft tätig.
2014 folgte er dem Ruf auf die Professur für Regierungssystem der BRD an der Universität Göttingen.
Sein Forschungsinteresse ist u. a. die vergleichende Policy-Analyse mit besonderem Blick auf das europäische Mehrebenensystem. 2023 leitete er zusammen mit Eva Ruffing ein Forschungsprojekt zu den Auswirkungen von Bürgerbeteiligung auf die Akzeptanz von Großprojekten der Energiewende.

## Publikationen (Auswahl)
- Politics as usual or bringing Religion back In? The Influence of Parties, Institutions, Economic Interests and Religion on Embryo Research Laws. in Comparative Political Studies, 41(12), S. 1631–1656. 2008.
- Churches as Societal Veto Players: Religious Influence in Actor-Centered Theories of Policy Making. in West European Politics, 32(1), S. 77–96. 2009.
- mit Sebastian Krapohl: Different Paths of Regional Integration: Trade Networks and Regional Institution-Building in Europe, Southeast Asia and Southern Africa. in   Journal of Common Market Studies, 51(3), S. 472–488. 2013.
- mit Eva Ruffing: Öffentlichkeitsbeteiligung bei der Bedarfsplanung der Stromnetze. Abschichtende Problembearbeitung oder Aufschub von Konflikten? in  Niedersächsische Verwaltungsblätter, 2022 (2), S. 40–45.